# Bradysia columbia
Bradysia columbia är en tvåvingeart som först beskrevs av Franklin William Pettey 1918.  Bradysia columbia ingår i släktet Bradysia och familjen sorgmyggor. Inga underarter finns listade i Catalogue of Life.